# تينام 2010
تينام 2010 (بالإنجليزية: Tecnam 2010)‏ هي طائرة خفيفة مرتفعة الجناح، بمحرك واحد وأربعة مقاعد، مبنية من خليط من المعادن المختلطة وبوليمر مدعم بألياف الكربون. صممت وصنعت في إيطاليا ، وعرضت لأول مرة أمام العامة في أبريل 2011.

## التاريخ التشغيلي
أعلنت تينام أنها باعت 30 طائرة تسليم ل P2010s في ايرو 2011. بحلول يوليو 2015، تم تسليم 25 طائرة للعملاء. .

## مواصفات
البيانات من Jane's All the World's Aircraft 2011/12., Sport Aviation June 2012
الخصائص العامة
- سعة: 4
- طول: 7.54 م (24 قدم 9 بوصة)
- باع الجناح: 10.50 م (34 قدم 5 بوصة)
- ارتفاع: 2.64 م (8 قدم 8 بوصة)
- مساحة الجناح: 14.60 م2 (157.2 قدم2)
- جناح حامل: NACA 63A
- الوزن فارغة: 710 كـغ (1,565 رطل)
- وزن الإقلاع الأقصى: 1,160 كـغ (2,557 رطل)
- سعة الوقود: 210 L (46.2 Imp gal, 55.5 US gal) in two wing tanks
- محركات: 1 × Lycoming IO-360-MIA air cooled محرك مسطح رباعي, 130 كـو (180 حصان)
- مراوح: 2-ريشة MT Propeller constant-speed

أداء
- السرعة القصوى: 259 كم/س؛ 161 ميل/س (140 عقدة)
- سرعة العبور: 237 كم/س (147 ميل/س؛ 128 عقدة) normal, at 65% power at 2,286 m (7,500 ft)
- مدى: 1,222 كـم (759 ميل؛ 660 nmi)
- سقف الخدمة: 4,572 م (15,000 قدم)
- معدل الصعود: 5.3 م/ث (1,040 قدم/د) maximum at sea level

## روابط خارجية
- Official company video of first flight
- We Fly: Tecnam P2010 نسخة محفوظة 4 يونيو 2017 على موقع واي باك مشين.